# Park Narodowy Cayambe-Coca
Park Narodowy Cayambe-Coca (hiszp. Parque nacional Cayambe-Coca) – park narodowy w północnej części Ekwadoru położony w prowincjach Pichincha, Napo, Imbabura i Sucumbios. Został utworzony 17 listopada 1970 roku i zajmuje obszar 4031,03 km². Od 2006 roku jest wpisany na listę konwencji ramsarskiej. W 2008 roku został zakwalifikowany przez BirdLife International jako ostoja ptaków IBA. 

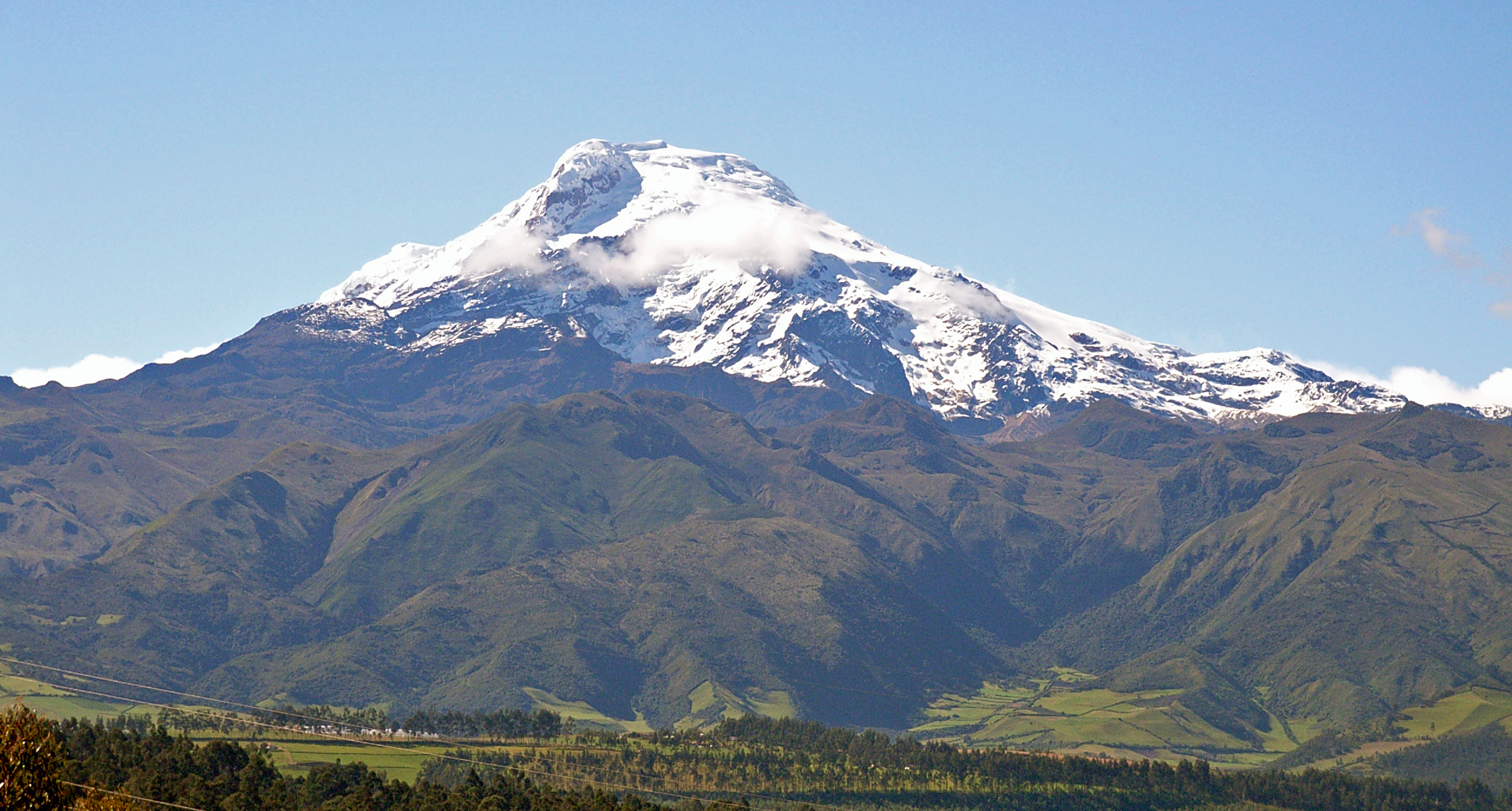
Wulkan Cayambe

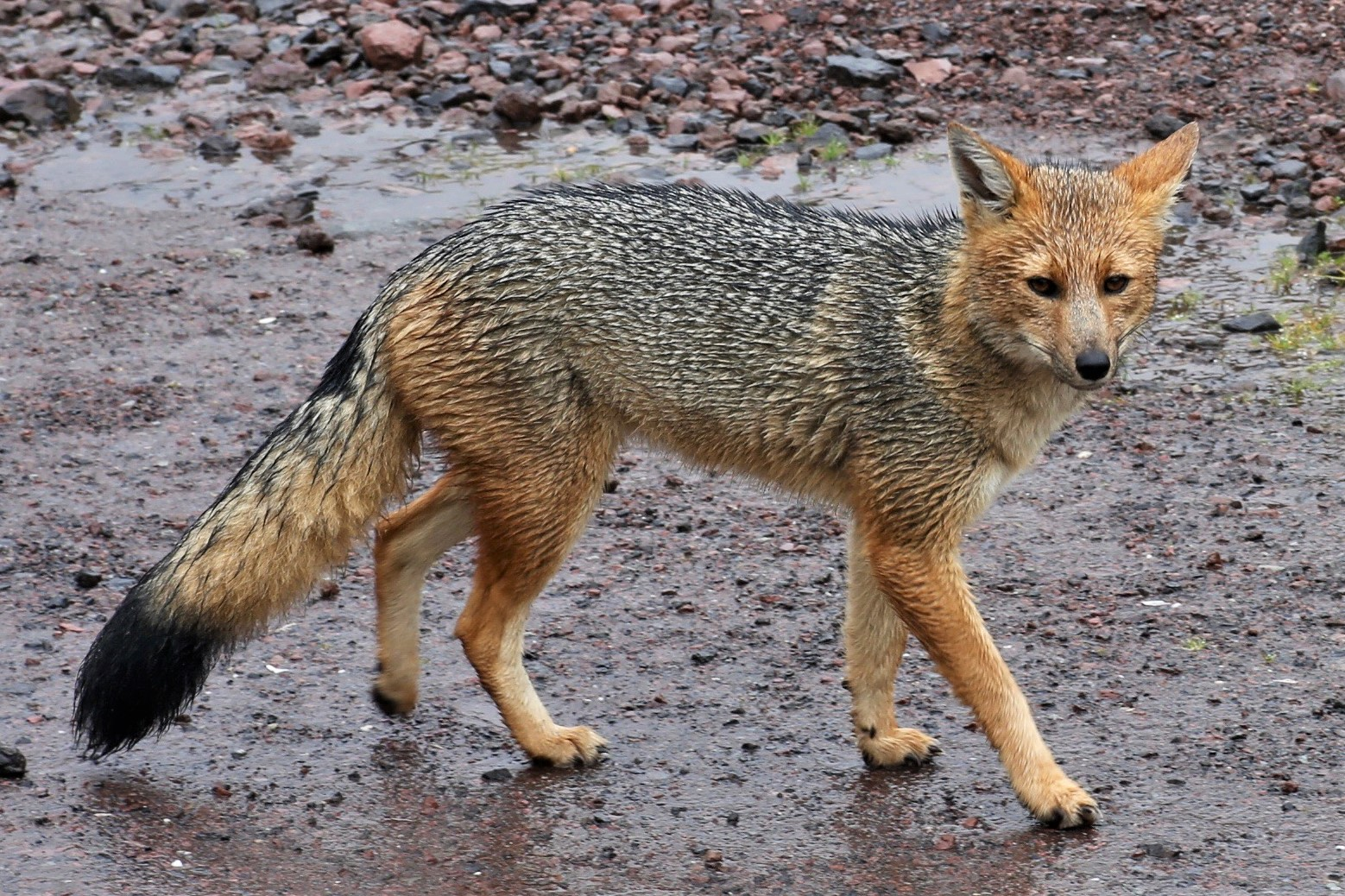
Nibylis andyjski w parku

## Opis
Park znajduje się na wschodnich zboczach Andów, w dorzeczu Amazonki, na wysokościach od 600 do 5790 m n.p.m. Jest to obszar przejściowy między wysokimi pasmami Andów a Niziną Amazonki co powoduje dużą różnorodność fauny i flory. Niżej położoną część parku pokrywa puszcza amazońska (75 procent powierzchni parku) i tropikalny wilgotny las górski. Wyżej występuje las mglisty i paramo. Znajdują się tu, pokryty lodowcami i wiecznym śniegiem, wulkan Cayambe (5790 m n.p.m.) i czynny wulkan Reventador (3485 m), a także takie szczyty jak Sarahurco (4725 m) i Puntas (4425 m). U podnóża Cayambe znajduje się 80 jezior (obszar konwencji ramsarskiej) zasilanych przez topniejące lodowce. Są tu źródła rzeki Coca i kilkunastu mniejszych, a także gorące źródła Papallacta i Oyacachi oraz, do zawalenia się w 2020 roku, najwyższy w Ekwadorze wodospad – San Rafael (miał 150 m wysokości).
W zależności od wysokości średnia roczna temperatura w parku wynosi od +5 °C do +25 °C. 

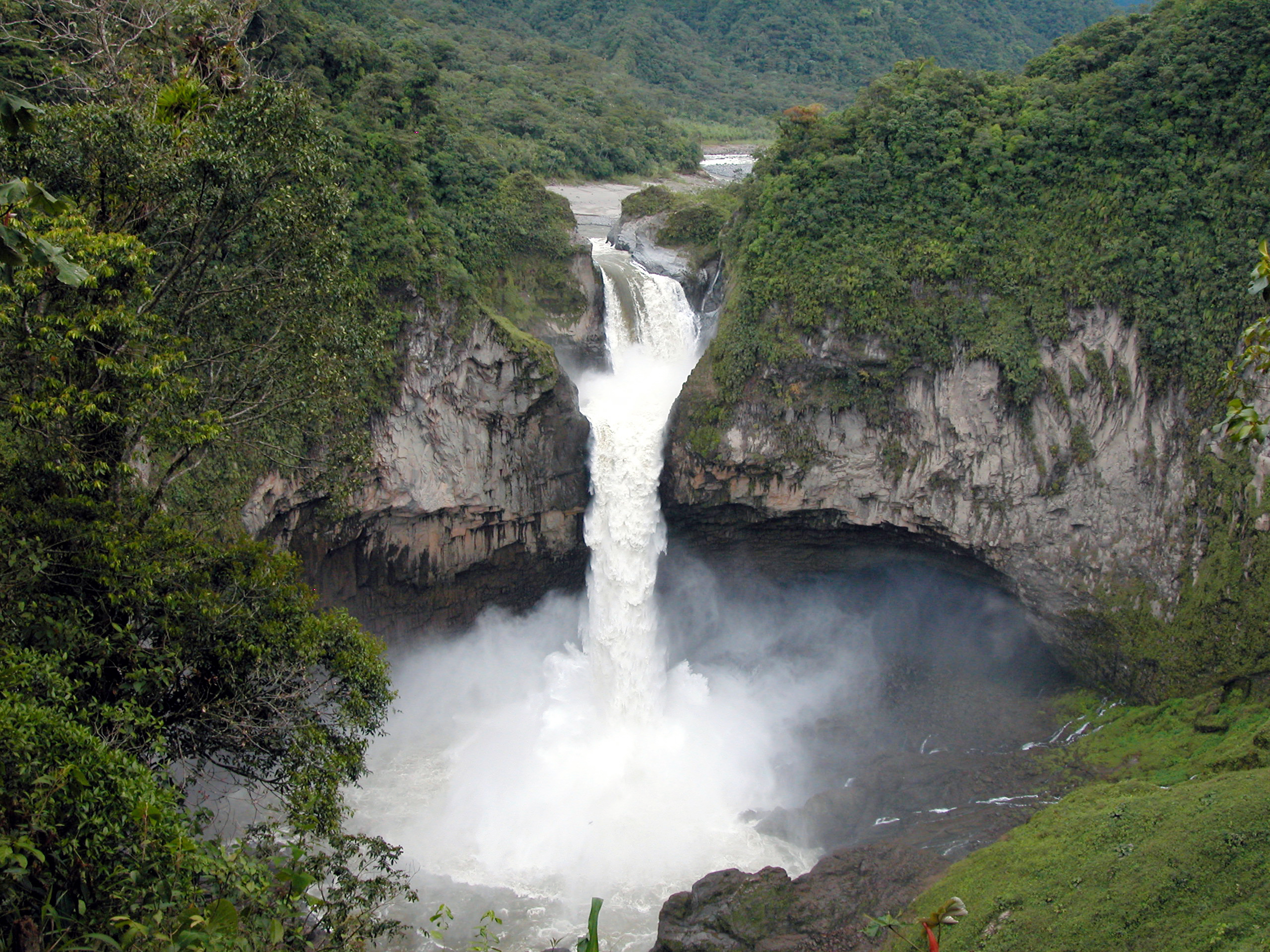
Wodospad San Rafael przed zawaleniem

## Flora
W parku rośnie narażony na wyginięcie (VU) Chuquiraga jussieui, a także m.in.: komosa ryżowa, Vaccinium meridionale, Halenia taruga-gasso, paprocie drzewiaste i różne gatunki roślin z rodzajów helikonia, guzmania i zastrzalin.

## Fauna
W parku odnotowano 200 gatunków ssaków, 900 gatunków ptaków, 140 gatunków gadów i 116 gatunków płazów. 
Ssaki to zagrożony wyginięciem (EN) tapir górski, narażone na wyginięcie (VU) andoniedźwiedź okularowy, wełniak brunatny i tapir amerykański, a także m.in.: nibylis andyjski, puma płowa, pudu północny, jaguar amerykański, ocelot wielki, ponocnica hałaśliwa.
Ptaki żyjące w parku to narażone na wyginięcie (VU) kondor wielki, ara zielona i andagra maskowa, a także m.in.: barwniczka plamkoskrzydła, grdacz soplowaty, bekas kasztanowaty, bekas długodzioby, andotukan niebieski, drzewiarz duży, andowiec rdzawobrzuchy, prostodziobek wielki.